# Panamá Sporting Club
Maillots
Le Panamá Sporting Club est un club de football équatorien basé à Guayaquil, fondé le 23 juin 1923. Le nom du club fait référence au Panama et au canal de Panama.

## Palmarès
- Championnat d'Équateur D2 (1)
  - Champion : 1997
- Championnat du Guayaquil (3)
  - Champion : 1938, 1939 et 1941